# Egira anatolica
Egira anatolica is een vlinder uit de familie uilen (Noctuidae). De wetenschappelijke naam is voor het eerst geldig gepubliceerd in 1933 door M. Hering.
De soort komt voor in Europa.